# Thuiaria constans
Thuiaria constans is een hydroïdpoliep uit de familie Sertulariidae. De poliep komt uit het geslacht Thuiaria. Thuiaria constans werd in 1948 voor het eerst wetenschappelijk beschreven door Fraser. 